# Unleash the Beast
Unleash the Beast es el decimotercer álbum de estudio de la banda británica de heavy metal Saxon, publicado en 1997 por el sello CMC International. Obtuvo una excelente recepción porque mantuvo el sonido pesado que provenía ya de los dos discos anteriores, e incluso y en palabras de sus miembros: «es tan genial como los discos Dogs of War y Wheels of Steel.
A pesar de ser el más pesado desde de sus álbumes publicada hasta en esa década, posee una canción semi-acústica llamada «Absent Friends», que fue escrita por la banda para su jefe de equipo John J.J. Jones que falleció en 1996.

## Lista de canciones
| N.º | Título                    | Escritor(es)                               | Duración |  |
| 1.  | «Gothic Dreams»           | Byfford, Glockler                          | 1:33     |  |
| 2.  | «Unleash the Beast»       | Byfford, Scarratt, Carter, Glockler        | 5:16     |  |
| 3.  | «Terminal Velocity»       | Byfford, Quinn, Scarratt, Carter, Glockler | 4:43     |  |
| 4.  | «Circle of Light»         | Byfford, Scarratt, Carter, Glockler        | 5:26     |  |
| 5.  | «The Thin Red Line»       | Byfford, Scarratt, Carter, Glockler        | 6:20     |  |
| 6.  | «Ministry of Fools»       | Byfford, Scarratt, Carter, Glockler        | 4:29     |  |
| 7.  | «The Preacher»            | Byfford, Quinn, Scarratt, Carter, Glockler | 4:55     |  |
| 8.  | «Bloodletter»             | Byfford, Quinn, Scarratt, Carter, Glockler | 5:31     |  |
| 9.  | «Cut Out the Disease»     | Byfford, Quinn, Scarratt, Carter, Glockler | 5:23     |  |
| 10. | «Absent Friends»          | Byfford, Quinn, Scarratt, Carter, Glockler | 4:54     |  |
| 11. | «All Hell Breaking Loose» | Byfford, Scarratt, Carter, Glockler        | 4:31     |  |

## Miembros
- Biff Byford: voz
- Paul Quinn: guitarra eléctrica
- Doug Scarratt: guitarra eléctrica
- Nibbs Carter: bajo
- Nigel Glockler: batería